# Space Launch System
Space Launch System (SLS, Система за извеждане в космоса) е тежка ракета-носител разработвана от НАСА за пилотируеми експедиции извън пределите на околоземното пространство. Първият пробен полет е планиран за края на 2017 г.. Стойността на програмата се оценява на 35 млрд. долара.
SLS ще бъде най-мощната ракета-носител във времето на пробните изпитания. Тя е в класа на „Сатурн-5“, използван в програмата „Аполо“ за полет до Луната. Новата ракета-носител ще извежда в космоса разработвания от НАСА кораб „Орион“.
Системата ще може да извежда товари с маса от 70 тона на опорна орбита. Конструкцията на ракетата-носител предвижда възможност за увеличаване на товара до 130 тона.
Първата степен на ракетата ще бъде снабдена с усъвершенствани водородно-кислородни двигатели RS-25D/E от Спейс шатъл, а втората – с двигатели J-2X разработени за проекта „Съзвездие“.

## Съизмерими ракети
Съществуват едва няколко ракети с подобни възможности:
- Сатурн V (119 тона до НЗО)
- Енергия (100 тона до НЗО)
- Н-1 (90 тона до НЗО)
- Фалкън Хеви (53 тона до НЗО)
- Ангара А7В (40,5 тона до НЗО)